# Lafayette, Louisiana
Lafayette este un oraș (cu statut de City) și sediul administrativ al parohiei Lafayette din statul american Louisiana. În 2020, Lafayette avea o populație de 121.374. Lafayette este al patrulea oraș ca mărime din Louisiana.
Lafayette are astăzi o industrie turistică puternică, în mare parte datorită culturii populației cajun care trăiesc aici. De asemenea se află aici și University of Louisiana at Lafayette.